# Романов, Виктор Михайлович
Виктор Михайлович Романов (род. 25 октября 1961 года) — российский военный штурман-испытатель, полковник, Заслуженный штурман-испытатель Российской Федерации, Штурман- испытатель 1 класса, Военный штурман 1 класса, Герой Российской Федерации.

## Биография
В 1978 поступил, а в 1982 году окончил Челябинское высшее военное авиационное Краснознамённое училище штурманов, с отличием. Проходил службу на штурманских должностях в ВВС от штурмана экипажа до штурмана полка.
Принимал участие в контртеррористической операции на Северном Кавказе в 1999—2009 годах, в 2008 году — в войне в Грузии, а с 2015 года участвовал в Военной операции России в Сирии.
Имеет классную квалификацию штурман-испытатель 1 класса (1999 год), военный штурман 1 класса (1985 год). В 2006 году Указом Президента РФ присвоено звание «Заслуженный штурман-испытатель Российской Федерации». Воинское звание «полковник» присвоено досрочно 1 июня 1994 года.

## Награды
Указом Президента Российской Федерации от 17 марта 2016 года Романов Виктор Михайлович, полковник, старший штурман-испытатель лётно-испытательного центра 929-го ГЛИЦ имени В. П. Чкалова за героизм, мужество и отвагу, проявленные при исполнении воинского долга, удостоен звания Героя Российской Федерации.
Также награждён орденом «За заслуги перед отечеством» IV степени «с мечами», двумя орденами «Мужества», «За военные заслуги».